# Callophilharmostes fleutiauxii
Callophilharmostes fleutiauxii är en skalbaggsart som beskrevs av Renaud Maurice Adrien Paulian 1942. Callophilharmostes fleutiauxii ingår i släktet Callophilharmostes och familjen Hybosoridae. Inga underarter finns listade.